# Manuel Rodrigues Coelho
Manuel Rodrigues Coelho (Elvas, c. 1555 – Lisboa, 1635) foi um organista e compositor português do Renascimento.

## Vida

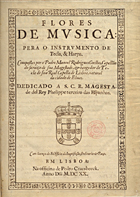
"Flores de música"

Manuel Rodrigues Coelho era proveniente de Elvas, onde terá nascido por volta de 1555. Dedicou-se precocemente à arte musical, desde os oito anos. Depois de trabalhar nas catedrais de Badajoz e Elvas (como mestre de capela), ocupou, em 1603, o cargo de Primeiro Organista da catedral de Lisboa (onde se manteve até 1633). Ao mesmo tempo, foi admitido como membro da Capela Real do rei D. Filipe II na qualidade de capelão e organista. Eram seus colegas de trabalho os espanhóis Diego de Alvarado, também organista e Francisco Garro, mestre de capela.
A sua obra Flores de Música (Lisboa, 1620) é uma coleção de obras instrumentais para órgão, cravo ou harpa e constitui uma das mais antigas publicações de música instrumental portuguesa sobreviventes, só tendo como precedente a Arte de tanger de Gonçalo de Baena, publicada oitenta anos antes. Sobre as Flores de Música, o famoso compositor Manuel Cardoso escreve nas "Licenças":
| “ | Vi a música deste livro por mo pedir o autor dele. Achei nele muita variedade de passos, glosa excelente e airosa, as falsas em seu lugar, mui bem acompanhadas; e em tudo me parece digno, assim de seu autor, como de ser impresso, para proveito dos que dele tiverem notícia. | ” |
|   | — Frei Manuel Cardoso, "Licenças". |   |

O louvor de um compositor contemporâneo como Manuel Cardoso comprova a popularidade da sua obra. É, atualmente, tido como o mais importante dos compositores da primeira metade do século XVII em Portugal. De grande erudição musical, as suas peças para tecla são obras-primas de grande qualidade que ilustram bem um género muito específico da produção musical portuguesa na época do domínio castelhano.
A sua vida e obra foi intensamente estudada pelo professor Macario Santiago Kastner, quer pelas suas duas biografias que escreveu (em 1936 e 1979, respectivamente), quer pelas suas partituras que editou, onde se destaca a transcrição integral e estudo das Flores de Música de Rodrigues Coelho (em 1959 e 1961, respectivamente).

## Obra
A obra de Manuel Rodrigues Coelho consiste na edição das suas Flores de Música (Lisboa, 1620), (existe um exemplar na Biblioteca Nacional de Portugal), a qual contém um conjunto de 24 tentos, e de 109 peças de dimensão mais reduzida, onde se contam vários géneros: Kyries, versos, suzanas (sobre o tema da Chanson "Suzanne un Jour" de Orlando di Lasso), Magnificats, Ave Maris Stellas, e Pange Lingua.
A sua obra tem sido tocada e gravada a nível internacional. Em Portugal destacam-se as gravações dos organistas Joaquim Simões da Hora, João Vaz (organista), Rui Paiva, e António Duarte.

## Discografia
- Paiva, Rui (1991), Manuel Rodrigues Coelho: Flores de Música, PortugalSom, Secretaria de Estado da Cultura, [Gravado na Sé de Évora em Dezembro de 1987], CD 870026/PS.

- Torrent, Montserrat (1971), Portugaliae Musica: Orgelwerke Des 16. Jahrhunderts: António Carreira, Manuel Rodrigues Coelho, Heliodoro de Paiva, Alemanha, Archiv, [LP, vinil], [Contém a gravação de 7 Peças de Carreira], Notas de Programa do disco: Macário Santiago Kastner, Gravado em Évora (Portugal), Catedral, 26. 6. 1970,  Órgão construído em 1562, Este disco foi feito em colaboração com a Fundação Gulbenkian, Estúdio Musikhistorisches da Deutschen Grammophon Gesellschaft, Manufacturado pela Deutsche Grammophon, Hamburg,  Imprimido na Alemanha, Contracapa inclui notas em Alemão, Inglês e Francês e registações do órgão, Número de Matriz (Lado A Run-out): ℗ 1971 A71 ◇V 00 2533 069 S1; Número de Matriz (Lado B Run-out): ℗ 1971 A71 ◇V 00 2533 069 S2.

## Partituras
- Doderer, Gerhard (ed.), (1986), Manuel Rodrigues Coelho: Flores de Música (1620): Ausgewählte für orgel, Leutkirch, Pro Organo.

- Kastner, Macário Santiago (ed.), (1936), P. Manuel Rodrigues Coelho: 5 Tentos, Mainz: Schott’s Söhne.

- Kastner, Macário Santiago (ed.), (1955), P. Manuel Rodrigues Coelho: 4 Susanas, Mainz: Schott’s Söhne.

- Kastner, Macário Santiago (ed.), (1976/1959), Manuel Rodrigues Coelho: Flores De Musica Pera o Instrumento de Tecla & Harpa, Vol. I [24 Tentos], Portugaliae Musica, Fundação Calouste Gulbenkian, 2.ª edição.

- Kastner, Macário Santiago (ed.), (1961), Manuel Rodrigues Coelho: Flores De Musica Pera o Instrumento de Tecla & Harpa, Vol. II [Kyries, Versos, Susanas, etc.], Portugaliae Musica, Fundação Calouste Gulbenkian.